# ローマ・テルミニ駅

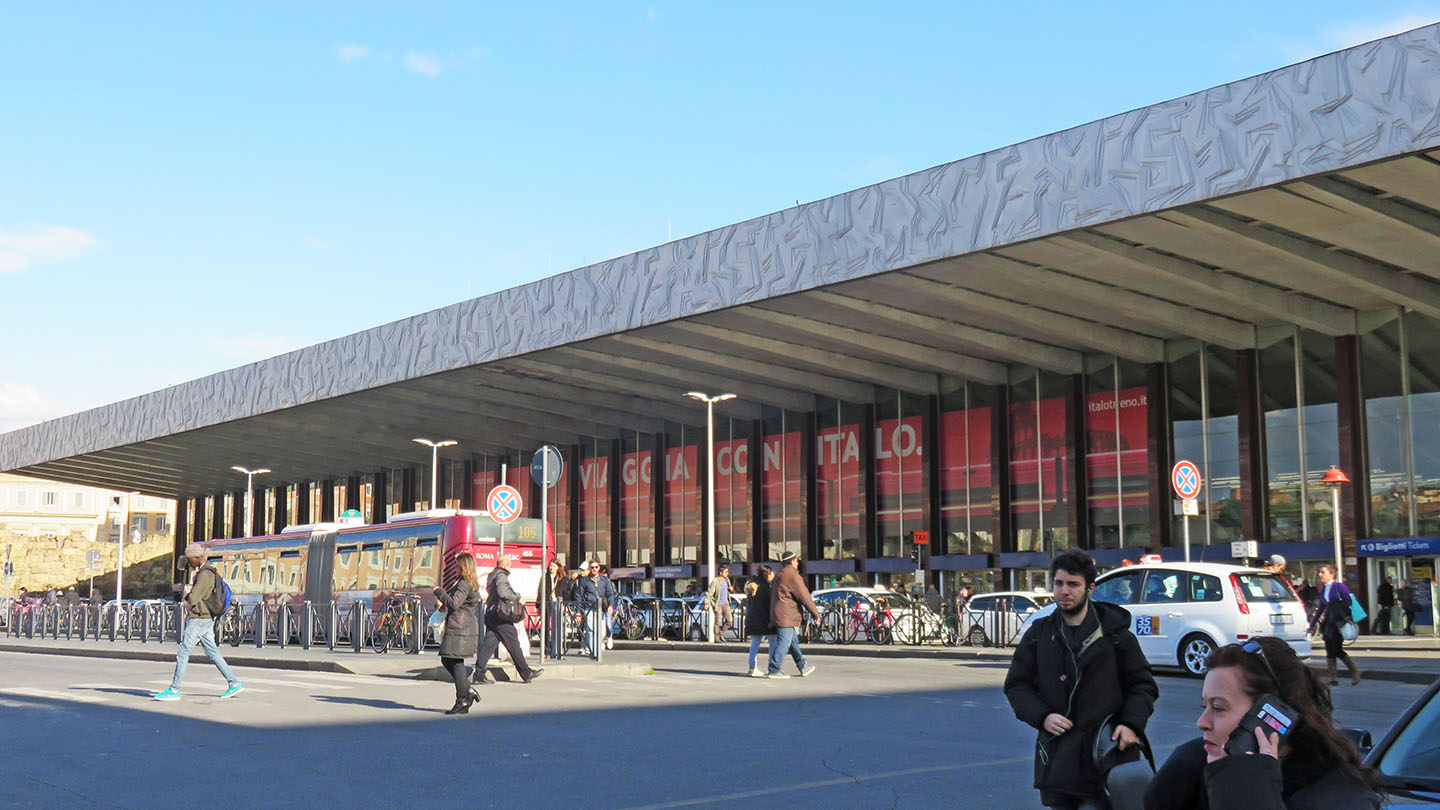
駅外観
(2017年2月)

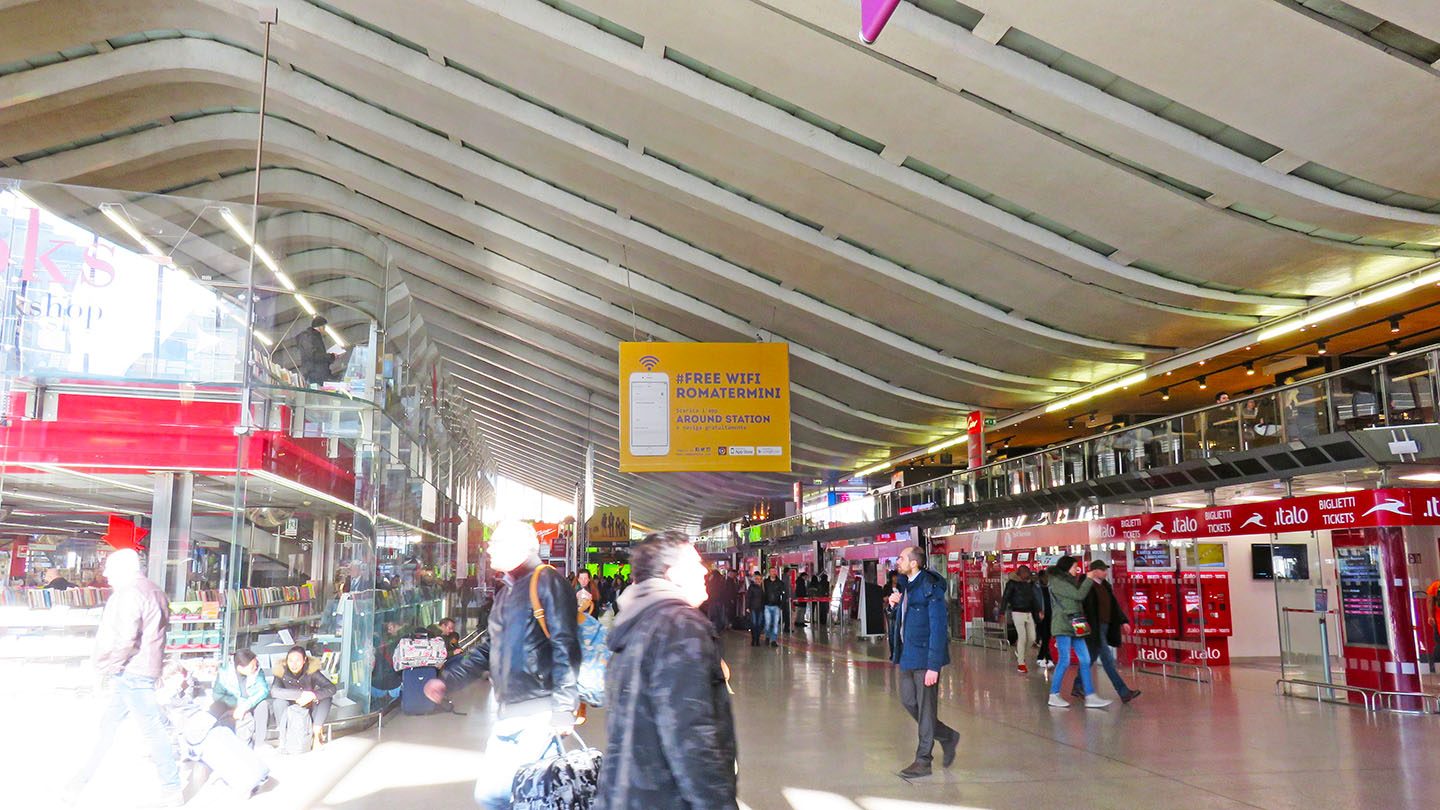
駅内部
(2017年2月)

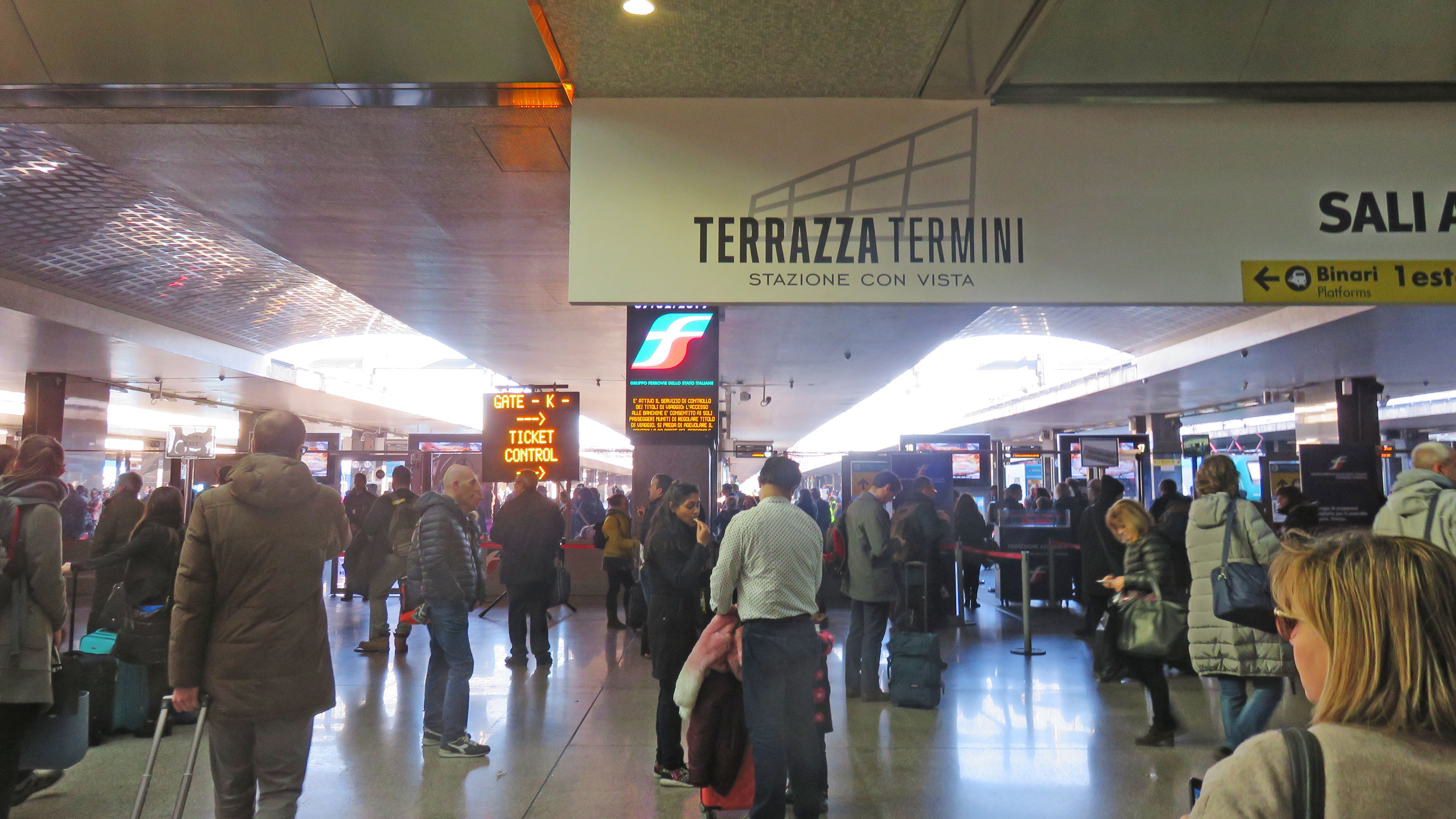
プラットホームとコンコースは犯罪防止のためゲートで区切られている
(2017年2月)

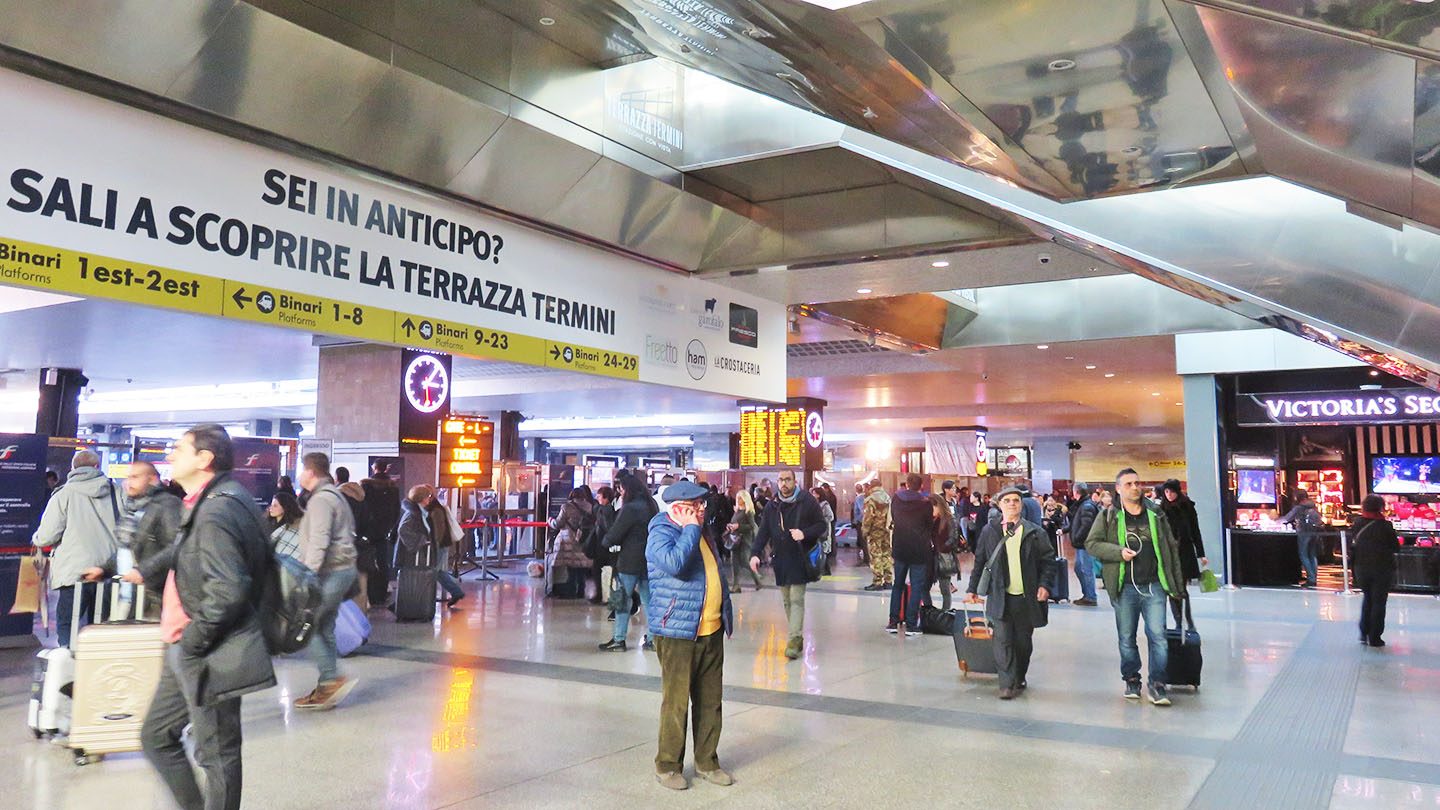
コンコース
(2017年2月)

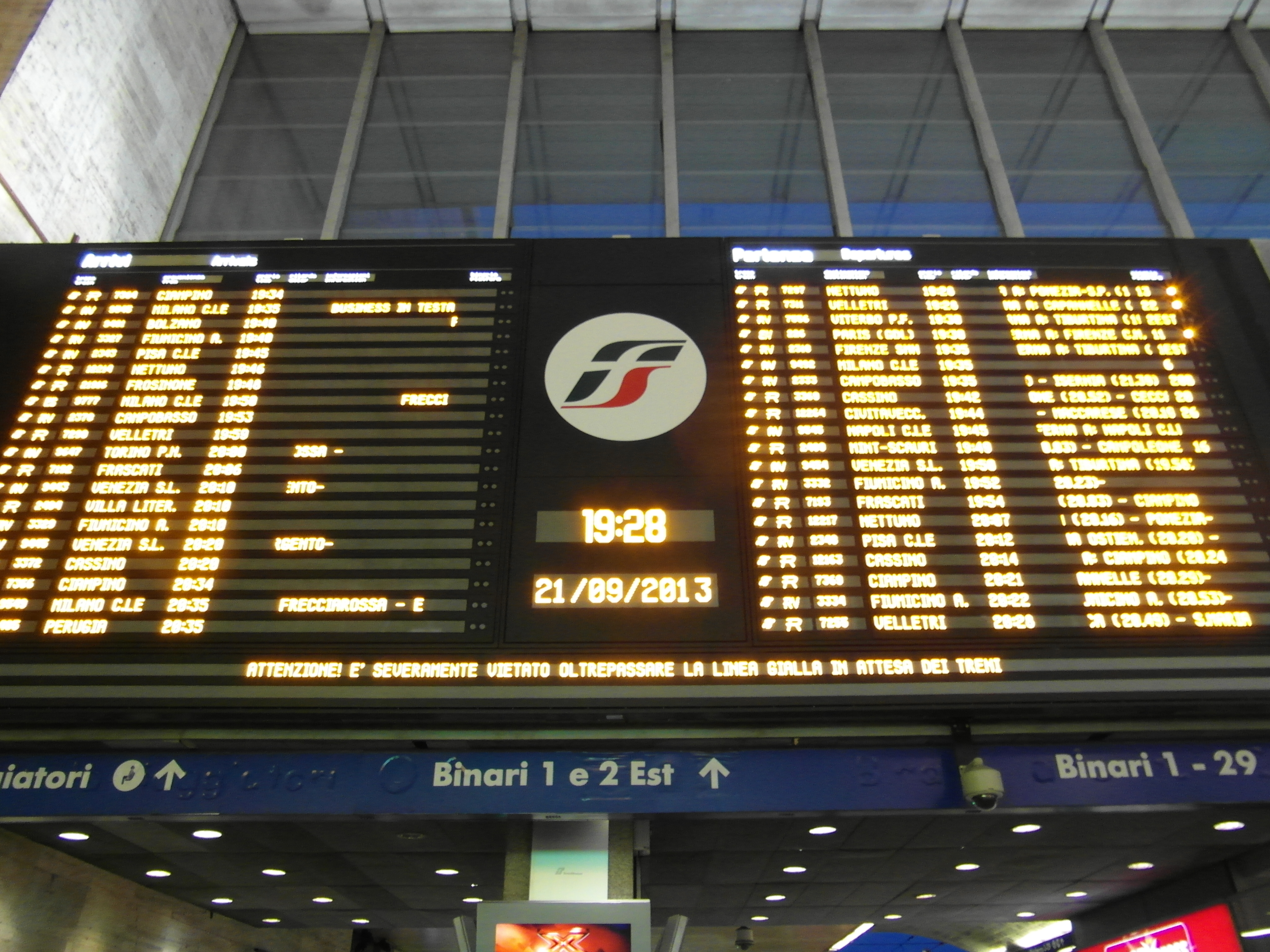
電光掲示式の発車標

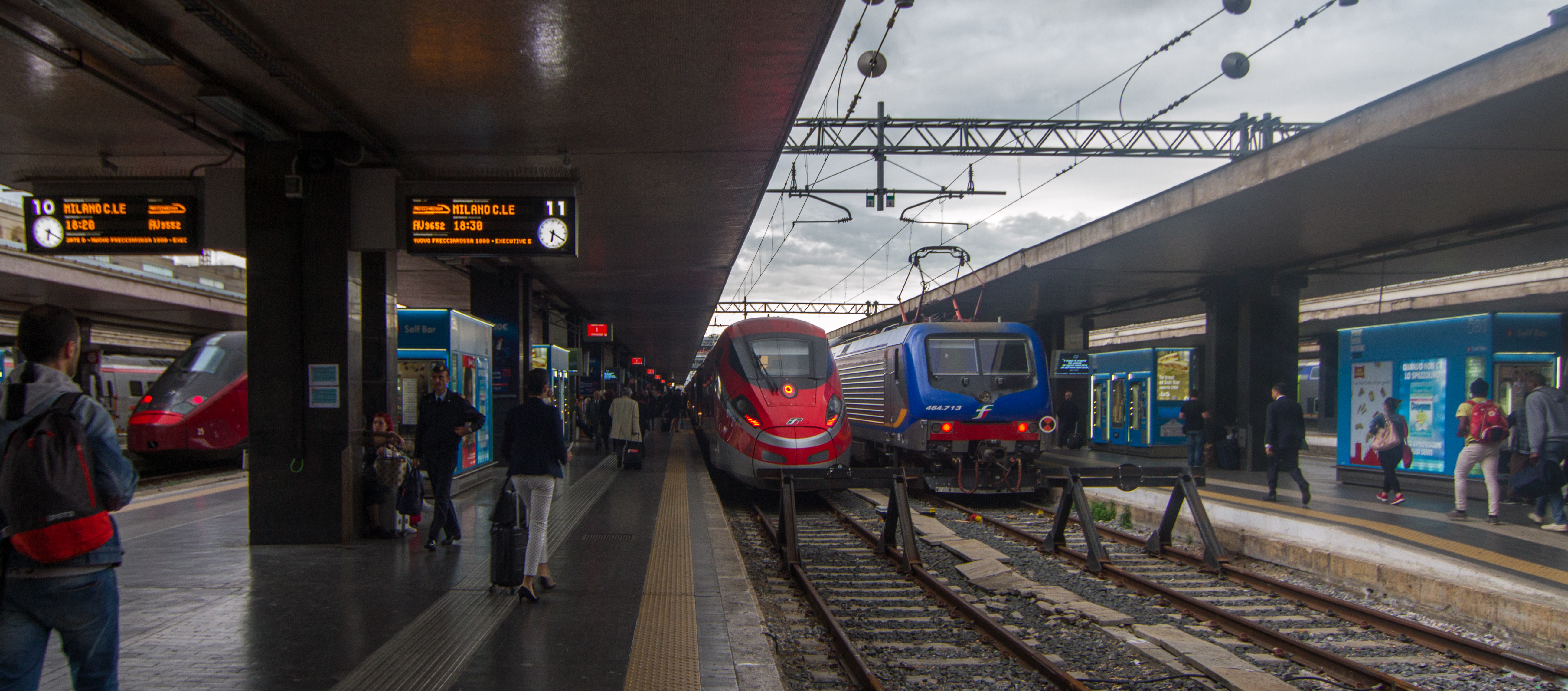
プラットホーム

ローマ・テルミニ駅（ローマ・テルミニえき、伊:Stazione di Roma Termini）はイタリア・ローマの玄関口である中央駅。トレニタリア（旧国鉄 = FS）の駅。エスクイリーノの丘に在る。乗降客数は1日約48万人、年間1億5000万人以上。

## 概要
駅は、パリ、ミュンヘン、ジュネーブ、バーゼル、ウィーン等に向かう国際列車が毎日運行されているほか、全てのイタリア主要都市に定期的な列車の便がある。ローマ近郊鉄道のFL4からFL8の各線の始発駅でもある。29のプラットホームがあり、毎年1億5000万人の乗客を抱え、ヨーロッパ最大の駅の1つとなっている。
テルミニ駅は、ローマ市内の公共交通機関の主要駅でもある。現在、ローマ地下鉄（A線・B線）は、テルミニ地下鉄駅で交差しており、駅前広場の500人広場には、主要なバスターミナルがある。市内のトラム乗り場が駅前にあり5,14系統の路線が乗り入れているが、トラム路線網のハブ駅は、テルミニ駅から約1,500m東のポルタ・マッジョーレ停留所である。テルミニ駅に隣接して軽便鉄道ローマ＝ジャルディネッティ線のローマ・ラツィアリ駅がある。
高速鉄道や長距離列車の一部は当駅には停車せず、ローマ市郊外の鉄道幹線上にあるローマ・ティブルティーナ駅にのみ停車するものも多い。
2006年12月23日、駅はヨハネ・パウロ2世に捧げられた。

## 名称の由来
テルミニ（Termini）の名称は、駅近くに古代ローマ帝国のディオクレティアヌス浴場の遺跡があり、古代ローマの公衆浴場を意味するテルメ（伊 Terme、羅 Thermae）を由来とする同じ名前の地名から名づけられた。この説について東京外国語大学名誉教授でイタリア文学専攻の河島英昭は疑義を示している。音は似ているがテルメとテルミニの語源はまったく別であるし、そもそもテルミニとは終着の意味であり、この地点に古代の水道の終着点が集まっていたことと、鉄道駅の文字通り終点となったことから名付けられたのであろうと述べている。

## 駅舎
駅舎のうち、正面コンコース部分は1947年-1951年に建設されたモダニズム建築であり、映画「終着駅」（米/伊(1953)：Stazione Termini）の舞台としても有名。
その他の部分はファシズム期に建設されている。
地下鉄の駅は地下にある。

## 路線
2014年冬ダイヤでの、平日昼間の主な運行路線及び発着頻度は次の通り
高速鉄道 NTV .italo
ミラノ又はミラノ経由トリノ行き（1時間毎程度），ナポリ行き（1日数本），フィレンツェ経由ヴェネツィア行き（1日数本）等
高速鉄道 Frecciarossa，Frecciargento
ミラノ行き（1時間毎），ミラノ又はミラノ経由トリノ行き（1時間毎），ナポリ又はナポリ経由サレルノ行き（1時間毎），フィレンツェ経由ヴェネツィア行き（1時間毎程度）等
 Frecciabianca
ジェノヴァ，ラヴェンナ，レッジョ・ディ・カラブリア行き（各1日数本）等
 InterCity
ヴェンティミーリア，トリエステ，トリエステ，フィレンツェ，パレルモ，ターラント，バーリ，レッジョ・ディ・カラブリア，アンコーナ，シラクーザ行き（各1日数本）等
レオナルド・エクスプレス
フィウミチーノ空港行き“ノンストップ急行”（30分毎）
CNL EN 夜行列車
ミュンヘン，ウィーン行き等
Regio  長距離列車
カッシーノ，ベネヴェント，フラスカーティ行き（各1時間毎程度），その他 ピサ，フィレンツェ，ナポリ行き等
 ローマ近郊鉄道FL4線
フラスカーティ，アルバーノ・ラツィアーレ，ヴェッレトリ行き（各1時間毎）
 ローマ近郊鉄道FL5線
チヴィタヴェッキア行き（30分毎）
 ローマ近郊鉄道FL6線
フロジノーネ方面行き（30分～1時間毎）
 ローマ近郊鉄道FL7線
ミントゥルノ＝スカウリ行き（1時間毎）
 ローマ近郊鉄道FL8線
ネットゥーノ行き（1時間毎）

## 乗換駅
ローマ地下鉄A線 テルミニ駅
 ローマ地下鉄B線 テルミニ駅
 ローマ＝ジャルディネッティ線 ローマ・ラツィアリ駅
BUS ATAC テルミニ・バスターミナル
BUS COTRAL, SIT, TERRAVISION, T.A.M.各社 フィウミチーノ空港行きバス

## 駅周辺
- ヴィットーリオ・エマヌエーレ2世広場
- サンタ・マリア・マッジョーレ大聖堂
- サン・ピエトロ・イン・ヴィンコリ教会
- サンタ・マリア・デッリ・アンジェリ教会

古代ローマのディオクレティアヌス浴場跡の一部をミケランジェロが教会に改修した。
- ローマ国立博物館
- ヨハネ・パウロ2世像[5]
- イタリア国立東洋博物館
- マクドナルド